# Tosino
Tosino (biał. Тосіна, Tosina; ros. Тосино, Tosino) – wieś na Białorusi, w obwodzie grodzieńskim, w rejonie lidzkim, w sielsowiecie Bielica, nad Niemnem i przy drodze magistralnej M11.

## Historia
W dwudziestoleciu międzywojennym leżało w Polsce, w województwie nowogródzkim, w powiecie lidzkim, w gminie Bielica. W 1921 miejscowość liczyła 7 mieszkańców, zamieszkałych w 1 budynku. Wszyscy oni byli Polakami wyznania prawosławnego.
Po II wojnie światowej w granicach Związku Sowieckiego. Od 1991 w niepodległej Białorusi.